# Сіньчжу
Сіньчжу (кит.: 新竹市, Xīnzhú Shì) — місто в північно-західній частині острова Тайвань Республіки Китай. Сіньчжу називають «Місто вітрів» (кит.: 風 城, Fēngchéng) за його вітряний клімат.

## Клімат
Місто знаходиться у зоні, котра характеризується вологим субтропічним кліматом. Найтепліший місяць — липень із середньою температурою 28.3 °C (83 °F). Найхолодніший місяць — січень, із середньою температурою 15 °С (59 °F).
| Клімат Сіньчжу          | Клімат Сіньчжу | Клімат Сіньчжу | Клімат Сіньчжу | Клімат Сіньчжу | Клімат Сіньчжу | Клімат Сіньчжу | Клімат Сіньчжу | Клімат Сіньчжу | Клімат Сіньчжу | Клімат Сіньчжу | Клімат Сіньчжу | Клімат Сіньчжу | Клімат Сіньчжу |
| Показник                | Січ.           | Лют.           | Бер.           | Квіт.          | Трав.          | Черв.          | Лип.           | Серп.          | Вер.           | Жовт.          | Лист.          | Груд.          | Рік            |
| Абсолютний максимум, °C | 27             | 28             | 30             | 31             | 32             | 35             | 39             | 37             | 35             | 33             | 31             | 29             | 39             |
| Середній максимум, °C   | 17             | 18             | 20             | 23             | 28             | 30             | 32             | 31             | 30             | 27             | 23             | 20             | 25             |
| Середня температура, °C | 14             | 15             | 17             | 20             | 24             | 26             | 28             | 28             | 26             | 23             | 20             | 17             | 21             |
| Середній мінімум, °C    | 12             | 12             | 14             | 18             | 21             | 23             | 25             | 25             | 23             | 20             | 17             | 14             | 18             |
| Абсолютний мінімум, °C  | 3              | 3              | 7              | 9              | 13             | 16             | 21             | 21             | 15             | 13             | 10             | 6              | 3              |
| Норма опадів, мм        | 50             | 100            | 100            | 130            | 200            | 220            | 110            | 160            | 100            | 30             | 30             | 30             | 1310           |
| Днів з дощем            | 4              | 6              | 7              | 7              | 7              | 7              | 4              | 6              | 4              | 2              | 3              | 3              | 66             |
| Вологість повітря, %    | 84             | 85             | 86             | 84             | 83             | 81             | 78             | 80             | 81             | 79             | 79             | 81             | 82             |
| ----------------------- | -------------- | -------------- | -------------- | -------------- | -------------- | -------------- | -------------- | -------------- | -------------- | -------------- | -------------- | -------------- | -------------- |
| Джерело: Weatherbase    |                |                |                |                |                |                |                |                |                |                |                |                |                |

## Історія
У 1626 році іспанці захопили північну частину острова, і іспанські місіонери з'явилися в містечку Тек-Кхамі, де жили аборигени Тайваню — народність таокас. У XIX столітті місцевість перейменували на Сіньчжу. У 1920 році, під час японського правління на острові, була відбудована вулиця Сіньчжу-стріт і заснована адміністрація району Сіньчжу-стріт.

## Населення
Згідно з даними перепису населення, проведеного в квітні 2008 року, в Сіньчжу проживає 404 109 осіб. Знаходиться на сьомому місці за чисельністю населення серед міст Тайваню.

## Адміністративний поділ

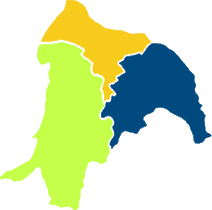
Адміністративний поділ міста Сіньчжу: ■ — Північний район, ■ — Східний район, ■ — район Сяншань.

Сіньчжу розділений на 3 райони: Північний (кит.: 北區 Bei-qu) (площа 15,73 км², населення 142 624 чоловік), Східний (кит.: 東區 Dong-qu) (площа 33,58 км² , населення 193 310 осіб) і район Сяншань (кит.: 香山 區 Xiangshan-qu) (площа 54,85 км², населення 71453 осіб).

## Економіка
Сіньчжу є центром напівпровідникової та комп'ютерної промисловості Тайваню. Науковий парк Сіньчжу об'єднує більше 360 компаній, включаючи TSMC, Philips, United Microelectronics Corporation, Holtek, AU Optronics, Epistar. В результаті цього місто має найвищий рівень доходу на Тайвані.

## Пам'ятки
- Музей скла (Glass Museum of Hsinchu City[en])
- Зоопарк Сіньчжу
- Східні ворота Сіньчжу
- Нічний базар біля храму Ченхуан
- Екологічна ферма «Зелений світ» (Green World Ecological Farm[en])

## Відомі уродженці
- Ян Лі — лауреат Нобелівської премії з хімії 1986 року.

## Міста-побратими
Усередині країни
- Цзяї, Китайська Республіка (2002)

За кордоном
- Річленд, США (1988)
- Бівертон, США (1988)
- Кері, США (1993)
- Fairfield, New South Wales[en], Австралія (1994)
- Купертіно, США (1998)
- Окаяма, Японія (2003)
- Плейно, США (2003)
- Пуерто-Принсеса, Філіппіни (2006)